# Claude Arnaud
Ne doit pas être confondu avec Arnaud Claude.
Claude Arnaud est un écrivain, essayiste et biographe français né à Paris le 24 avril 1955.

## Biographie
Tout jeune, dans l'orbite idéologique de mai 1968 et, particulièrement, de l'activisme gauchiste du début des années 1970, Claude Arnaud s'implique dans le militantisme. Il travaille comme offsettiste dans une imprimerie militante et participe aux actions de Lutte ouvrière puis de groupements maoïstes.
De 1977 à 1983 il collabore à Cinématographe, mensuel dirigé par Jacques Fieschi, dont il est l'amant comme indiqué dans son roman autobiographique, Brèves saisons au paradis. Il suit des études de lettres à l’université de Vincennes et obtient un maîtrise sur Vautrin, héros balzacien. Il est reçu au concours des Institut de préparation aux enseignements de second degré (IPES).

## Écriture
En 1985, il écrit une pièce sur « les pouvoirs rédempteurs de l’amour », avec Bernard Minoret, Les Salons. En 1988, il publie une biographie de Chamfort.
Résidant à la villa Médicis, à Rome, en 1989 et 1990, il publie en 1994 son premier roman, Le Caméléon, qui obtient le prix Femina du premier roman. La même année, la bourse de la Villa Médicis Hors-les-Murs lui est attribuée pour des portraits de ville.
Son second roman, Le Jeu des quatre coins, sort en 1998. Après quatre ans de recherches, il publie en 2003 une biographie de Jean Cocteau. Ce livre donne lieu à quatre réimpressions.
Il reçoit en 2004 la bourse Cioran et le prix Femina de l’essai pour Qui dit je en nous ?, un essai sur le thème de l’identité. En avril 2008, sort Babel 1990 (Rome, Saint-Pétersbourg, New York).
En septembre 2010, il publie un roman inspiré par son parcours personnel, intitulé Qu'as-tu fait de tes frères ? qui est au coude à coude (6 voix contre 7) pour l'obtention du prix Femina avec La vie est brève et le désir sans fin de Patrick Lapeyre. Ce livre obtient le prix Jean-Jacques-Rousseau 2011.
Claude Arnaud est membre du jury du prix de littérature André-Gide et du Prix Sévigné.

### Ouvrages
- Les Salons, avec Bernard Minoret, Paris, éditions JC Lattes, coll. « Français », 1985, 126 p. (BNF 34842050)
- Chamfort, Paris, éditions Robert Laffont, coll. « Français », 1987, 380 p., rééd. Perrin, Coll. Tempus, 2016  (ISBN 2-221-04413-4)
- Le Caméléon, Paris, éditions Grasset et Fasquelle, coll. « Français », 1994, 244 p.  (ISBN 978-2-246-45601-8)
- Jean Cocteau, Paris, éditions Gallimard, coll. « Biographies », 2003, 859 p.  (ISBN 978-2-07-075233-1)
- Le Jeu des quatre coins, Paris, éditions Grasset et Fasquelle, coll. « Français », 1998, 213 p.  (ISBN 978-2-246-53881-3)
- Qui dit je en nous ? : une histoire subjective de l'identité, Paris, éditions Grasset et Fasquelle, coll. « Essais français », 2006, 435 p.  (ISBN 978-2-246-69981-1)
- Babel 1990 : Rome, New York, Saint-Pétersbourg, Paris, éditions Gallimard, coll. « Folio Senso », 2008, 131 p.  (ISBN 978-2-07-034884-8)
- Qu'as-tu fait de tes frères ?, Paris, éditions Grasset et Fasquelle, coll. « Français », 2010, 372 p.  (ISBN 978-2-246-77111-1)
- Brèves saisons au paradis, Paris, éditions Grasset et Fasquelle, coll. « Français », 2012, 352 p.  (ISBN 978-2-246-78869-0)
- Proust contre Cocteau, Paris, éditions Grasset et Fasquelle, coll. « Couverture bleue », 2013, Prix de la Madeleine d'or , 208 p.  (ISBN 978-2-246-80510-6)
- Je ne voulais pas être moi, Paris, éditions Grasset et Fasquelle, coll. « Français », 2016, 176 p.  (ISBN 978-2-246-85223-0)
- Portraits crachés : un trésor littéraire de Montaigne à Houellebecq, Paris, éditions Robert Laffont, coll. « Bouquins », 2017,  (ISBN 978-2-221-13209-8)
- Juste un corps, Paris, éditions Mercure de France, coll. Traits et portraits, 2022, 105 p.  (ISBN 978-2-221-13209-8)

### Édition
- 2010 : Patrice de La Tour du Pin, Poèmes choisis, Gallimard, coll. « Blanche », 256 p. (ISBN 978-2-07-013112-9). Anthologie accompagnée de fac-similés de lettres de Gide, Supervielle, Paulhan, Claudel, Aragon, etc., et coéditée avec Emmanuel de Calan et Jean-Matthieu de L'Épinois.

## Théâtre
Le 22 décembre 2022, il participe au spectacle de Fabrice Luchini Lecture de Nietzsche au théâtre de l'Œuvre.